# Покровский, Николай Васильевич
Никола́й Васи́льевич Покро́вский (1848—1917) — русский археолог и общественный деятель. Директор Археологического института, профессор Санкт-Петербургской духовной академии, член-учредитель Русского собрания. Участвовал в работе по составлению «Энциклопедического словаря Брокгауза и Ефрона».

## Биография
Родился 20 октября (1 ноября) 1848 года в семье священника, в селе Подольское Костромского уезда Костромской губернии.
Окончил Костромскую духовную семинарию (1870), затем Санкт-Петербургскую духовную академию (1874), где в 1872—1873 учебном году слушал курс лекций В. И. Долоцкого, а в 1873—1874 году лекции А. Л. Катанского, определившие его творческий путь.
В 1874 году, окончив академию со степенью кандидата богословия, присуждённой за диссертацию «Происхождение древнехристианской базилики» с правом на получение степени магистра без нового устного испытания, был определён в академии на кафедру церковной археологии и литургики. В 1876—1877 гг. знакомился за границей с методами преподавания этих дисциплин в европейских университетах. По итогам поездки им был разработал курс лекций по церковной археологии и литургике (опубликован в 1882—1885 годах).
Много внимания он уделял изучению оригинальных памятников церковного искусства, находящихся в древних центрах русской церковной жизни, особенно в Москве и Новгороде. Его трудами в Петербургской духовной академии собирался и устраивался Музей церковно-археологических древностей, которым он руководил с 1879 года.
В 1883 году Н. В. Покровский получил звание экстраординарного профессора.
В 1888 году посетил Константинополь, Афон, Салоники. Во многих областях церковной археологии он был не только исследователем и теоретиком, но первооткрывателем и собирателем.
В 1892 году защитил докторскую диссертацию «Евангелие в памятниках иконографии, преимущественно византийских и русских» и с 1893 года был ординарным профессором по кафедре церковной археологии и литургики.
В 1894 году был назначен на должность инспектора Санкт-Петербургской духовной академии. По отзыву профессора Александра Катанского «целых пять лет (1894—1899) хорошим, очень энергичным и во все академические дела вникавшим инспектором. А такой инспектор был как нельзя более кстати, особенно в то время, время частых смен ректоров и немалого нестроения академической жизни».
Одновремеено преподавал в Петербургском археологическом институте, где был директором в 1898—1917 годах.
Основными вопросами научной деятельности Николая Покровского были церковная археология и древнехристианское искусство. Он одним из первых в русской науке при изучении византийско-русского и древнехристианского искусства обратил внимание на отношение искусства к учению Церкви и текстам литургии и внёс в науку богатые материалы православно-восточного происхождения, восполнив этим западные исследования.
В 1900—1901 годах был членом-учредителем монархической организации Русское собрание. Был избран в первый состав Совета данной организации, но отказался по причине занятости научно-административными обязанностями.
Умер в Петрограде 8 (21) марта 1917 года.

## Сочинения
- Происхождение древнехристианской базилики. — СПб., 1880;
- Брачные венцы и царские короны. — СПб., 1882;
- Конспект лекций по литургике. — СПб., 1882;
- Лекции по церковной археологии. — СПб., 1885;
- Определения стоглавого о святых иконах Архивная копия от 29 сентября 2019 на Wayback Machine // Христианское чтение. — 1885. — № 3-4.
- Церковная старина на Ярославском археологическом съезде. — СПб., 1888;
- Страшный Суд в памятниках византийского и русского искусства. — Одесса, 1887;
- Миниатюры Евангелия гелатского монастыря XII в. — СПб., 1887;
- Благовещение Пресв. Богородицы в памятниках иконографии, преимущественно византийской и русской. — СПб., 1891;
- Евангелие в памятниках иконографии, преимущественно византийских и русских. — СПб., 1892;
- Лекции по литургике. — СПб., 1892;
- Стенные росписи в древних храмах греческих и русских. — СПб., 1890;
- Очерки памятников иконографии и искусства. — СПб., 1894;
- Сийский иконописный подлинник (Вып. 1) 1895
- Сийский иконописный подлинник (Вып. 2) 1896
- Сийский иконописный подлинник (Вып. 3) 1897
- Сийский иконописный подлинник (Вып. 4) 1898
- Чин священного коронования Государей в его историческом и современном состоянии. — СПб., 1896;
- Добавления к лекциям по церковной археологии. — СПб., 1897;
- Лицевой иконописный подлинник Антониева Сийского монастыря. Вып. 1-4. — СПб., 1898;
- Проект размещения живописей в новом православном соборе во имя св. благоверного великого князя Александра Невского в Варшаве. — СПб., 1900;
- Очерки памятников христианской иконографии и искусства (2-е дополненное издание с 234 рисунками) Типография А. П. Лопухина. — СПб., 1900;
- Из воспоминаний о Константинополе. — СПб., 1901;
- Справочная книжка для любителей церковной архитектуры. — СПб., 1904;
- Церковно-археологический музей С.-Петербургской Духовной Академии. 1879-1909. — СПб., Синодальная типография, 1909;
- Памятники церковной старины в Костроме Архивная копия от 27 апреля 2017 на Wayback Machine. — СПб., 1909;
- Заметки о памятниках псковской церковной старины. — СПб., 1914;
- Конспективное изложение чтений по христианской археологии. Изд. 2-е. — Новгород, 1916;
- Очерки памятников христианского искусства. — СПб., 1999.
- Памятники христианской архитектуры / Н. В. Покровский. — М.: Вузовская книга, 2008. — 96 с. — 300 экз. — ISBN 978-5-9502-0296-4.